# Can Sellarès (Viladecans)
Can Sellarès és una obra del municipi de Viladecans (Baix Llobregat) inclosa en l'Inventari del Patrimoni Arquitectònic de Catalunya.

## Descripció
Es tracta d'un edifici aïllat de planta quadrada, planta baixa, dos pisos i golfes i dues ales laterals amb galeria correguda d'obertures d'arc de mig punt.
La distribució de les obertures és simètrica. La porta d'accés és d'arc carpanell adovellat. El ràfec té imbricacions i la teulada és a dues vessants.

## Història
Aquesta masia havia pertangut a la companyia Roca, Amb una gran extensió de terra, jardins i caps d'esport, era centre de reunió dels jubilats i empleats de l'empresa.